# Stathmopoda luxuriosa
Stathmopoda luxuriosa is een vlinder uit de familie Stathmopodidae. De wetenschappelijke naam van de soort is voor het eerst geldig gepubliceerd in 1911 door Meyrick.